# Gynoplistia obscurivena
Gynoplistia obscurivena är en tvåvingeart som beskrevs av Frederick Askew Skuse 1890. Gynoplistia obscurivena ingår i släktet Gynoplistia och familjen småharkrankar. Inga underarter finns listade i Catalogue of Life.